# Filip Císařovský
Filip Císařovský (* 25. února 1997) je český fotbalový záložník, od léta 2018 působí ve třetiligové Olympii Radotín.

## Klubová kariéra
Císařovský je odchovancem akademie pražské Sparty. Když A-tým krátkou dobu vedl trenér David Holoubek, dával velkou šanci juniorům, mezi nimi i Císařovskému. Ten v dresu Sparty odehrál jedno utkání, a to poločas v poháru proti Českým Budějovicím. V březnu 2018 Spartu opustil a přestoupil do třetiligového Vltavína. První utkání odehrál 10. března 2018 proti Písku a ve 34. minutě si připsal první gól. Na jaře nastoupil do 13 utkání a připsal si 3 góly. V srpnu 2018 přestoupil do Olympie Radotín.